# میشل هیکس
میشل هیکس (انگلیسی: Michele Hicks؛ زادهٔ ۴ ژوئن ۱۹۷۳) یک هنرپیشه، و مانکن (فرد) اهل ایالات متحده آمریکا است.